# Monticiano
Monticiano – miejscowość i gmina we Włoszech, w regionie Toskania, w prowincji Siena.
Według danych na rok 2004 gminę zamieszkiwały 1412 osoby, 13 os./km².

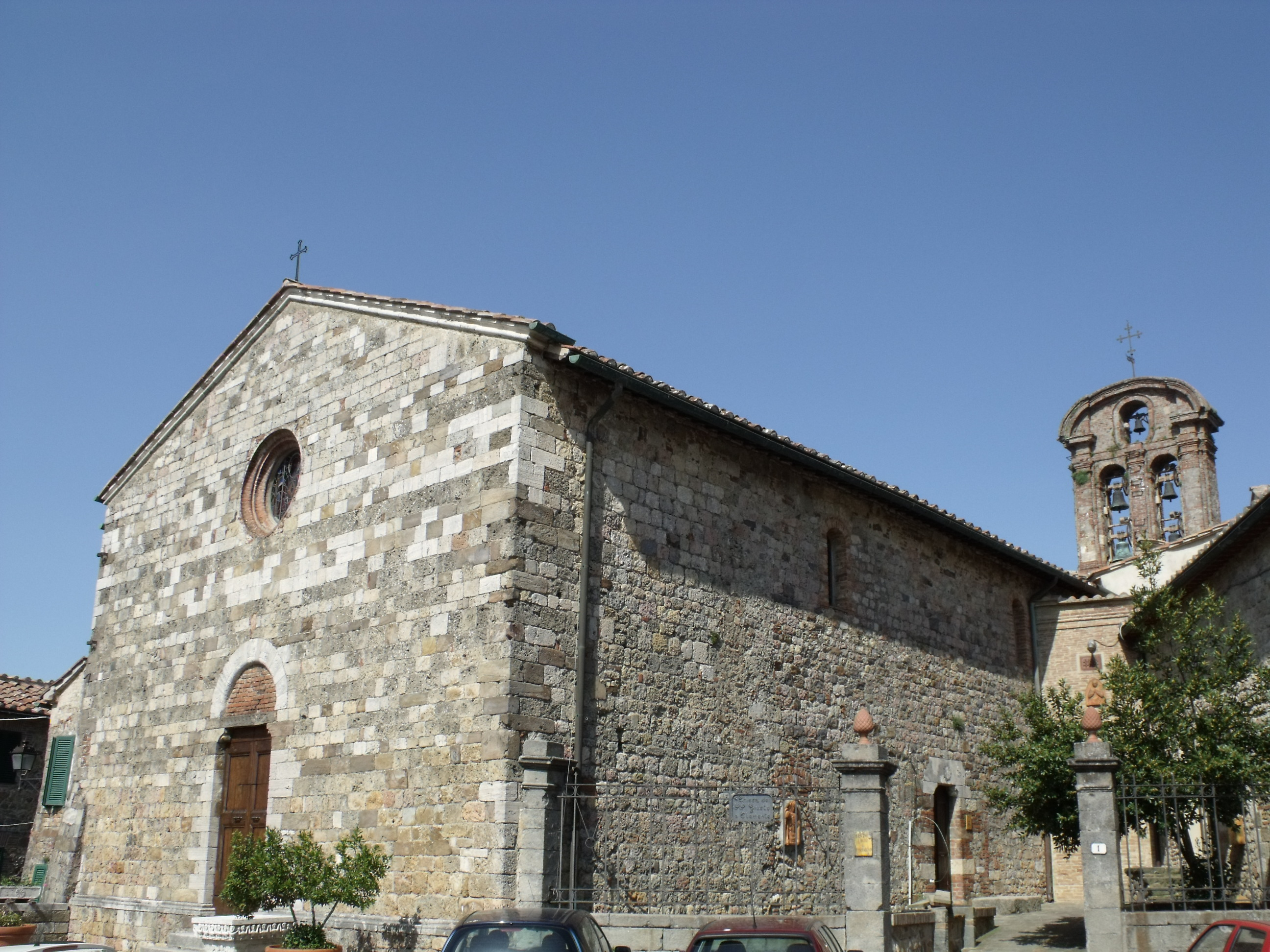
Kościół Santi Giusto e Clemente